# Масовна гробница у Мркоњић Граду
У априлу 1996. године из масовне гробнице у Мркоњић Граду, ексхумирана су тела 181 Србина. Жртве, војнике и цивиле, погубиле су Хрватска копнена војска и Хрватско вијеће одбране након њиховог уласка и накнадног повлачења у октобру 1995. године, током касних фаза Рата у Босни и Херцеговини.

## Позадина
Од 8. до 11. октобра 1995. Хрватска копнена војска и Хрватско вијеће обране учествовали су у операцији Јужни потез, завршној операцији рата у Босни  и Херцеговини након успеха операције Маестрал 2. Циљеви операције били су заузимање Мркоњић Града и положаје на планини Мањачи који би омогућили ХВ-у и ХВО-у да директно угрозе Бању Луку, највећи град под контролом Срба у Босни и Херцеговини. Такође би помогао Армији Републике Босне и Херцеговине против Републике Српске јужно од Кнежева. Коначно, офанзива је имала за циљ и заузимање хидроелектране Бочац, последњег значајног извора електричне енергије под контролом Војске Републике Српске у западној Босни и Херцеговини. Ово би осигурало да се босанске снаге придржавају провизорних споразума о прекиду ватре, што би довело до евентуалних мировних преговора.
Операција је постигла своје циљеве. Након пада Мркоњић Града у руке хрватских снага, српски извори наводе да је убијено или нестало укупно 480 Срба. Након потписивања Дејтонског споразума којим је окончан рат, град је враћен под контролу Срба.

## Масовне гробнице
Крајем марта и почетком априла 1996. године, српски форензички тим је ексхумирао масовну гробницу на српском православном гробљу у Мркоњић Граду у којој је била 181 жртва. Ексхумацију су пратиле међународне организације, укључујући представнике Међународног кривичног суда за бившу Југославију (МКСЈ) у Хагу. 81 жртва су били цивили, 97 су били војници Републике Српске и 3 припадници полиције. Најмлађа жртва је имала 22, а најстарија 90 година.
Према наводима форензичког тима, већина жртава је убијена ударцима у главу тупим предметима. 102 леша имала су разбијене лобање, као и преломе, и рупе од метака на потиљку од хитаца испаљених из непосредне близине, што показује да нису погинули у акцији. Четворица од њих су обезглављени. Зверство је праћено паљењем и пљачком домова.

## Последице
Полиција Републике Српске тврдила је да је убиства починила 4. гардијска бригада да би се осветила за смрт пуковника Андрије Матијаша, заменика команданта бригаде. Војници су били под командом Дамира Крстичевића. Резултати истраге прослеђени су МКСЈ-у, који је податке прикупљене 2006. године вратио властима Републике Српске, а да није наставио са тим.